# Shebang

Sekwencja znaków Shebang

Shebang (ang. shebang line, bang path) – sekwencja znaków umieszczana na początku skryptu, a rozpoczynająca się kratką i wykrzyknikiem. Stosowana jest w Uniksie i systemach uniksopodobnych. 

## Historia
Mechanizm ten został wprowadzony przez Dennisa Ritchie w 1980 roku. Wcześniej uruchamianiem skryptów zajmowała się powłoka systemowa, co skutkowało tym, że skrypty nie były właściwie rozpoznawane przez narzędzie ps. Po zmianie uruchamianie skryptów przypadło jądru systemu, co pozwoliło na ich uruchamianie poprzez wywołanie systemowe exec, nadawanie im setuid, korzystanie z interpreterów innych niż powłoka użytkownika, uruchomiony skrypt był także od tej pory właściwie rozpoznawany przez ps. Oryginalnie długość podanej ścieżki nie mogła przekroczyć 16 znaków.

## Zastosowanie
Tekst następujący po wykrzykniku, aż do pierwszej spacji, to ścieżka do interpretera, który ma zostać użyty w celu wykonania skryptu, na przykład:
```
#!/usr/bin/python
```

spowoduje uruchomienie pliku jako programu w Pythonie.
W niektórych wariantach Uniksa możliwe jest też podawanie parametrów, np.:
```
#!/usr/bin/python -i
```

co spowoduje wywołanie skryptu, tak jakby z wiersza poleceń wywołać go:
```
/usr/bin/python -i <nazwa skryptu>
```

Ze względu na przenośność skryptów często stosowanym rozwiązaniem jest pośrednie wywołanie interpretera z użycie programu env: #!/usr/bin/env <nazwa interpretera> – skutkuje to przeszukaniem katalogów zawartych w zmiennej środowiskowej PATH w poszukiwaniu interpretera. Zapewnia to zgodność skryptów z różnymi systemami niezależnie od tego, w jakiej ścieżce umieszczono wywoływany interpreter. Przykładowo interpreter języka Python może znajdować się w ścieżce /usr/bin/python, /usr/local/bin/python lub nawet w katalogu użytkownika, np. /home/username/bin/python.